# Trichoneura madagascariensis
Trichoneura madagascariensis är en tvåvingeart som först beskrevs av Alexander 1961.  Trichoneura madagascariensis ingår i släktet Trichoneura och familjen småharkrankar.
Artens utbredningsområde är Madagaskar. Inga underarter finns listade i Catalogue of Life.